# Ancistrocarya
Ancistrocarya, monotipaski biljni rod iz porodice boražinovki. Jedina vrsta je A. japonica, trajnica iz Koreje i Japana

## Opis
Ancistrocarya japonica je trajnica visine 50-80 cm, koja raste u sjenama drveća u planinskim predjelima. Listovi su naizmjenične filotakse, dugi 10-20 cm, duguljastog oblika, skupljeni na središnjim dijelovima stabljike. Cvjetovi su cjevasto zvonasti, duljine 1-13 cm, u rasponu od bijele do plavoljubičaste boje. Vrijeme cvatnje: svibanj-lipanj.